# Inis Oírr
Inis Oírr /ˌiniʃ ˈiːr/ (in gaelico irlandese: Inis Thiar o Inis Oirthir /ˌiniʃ ˈirhəx/, Inisheer in inglese) è la più piccola per dimensione delle tre isole Aran, nella Baia di Galway, Irlanda.
È la seconda per abitanti e quella più orientale del noto arcipelago, oltre che la più vicina alla terraferma irlandese (precisamente al Clare).
Inis Oírr, fra i tipici paesaggi di tavolati calcarei costellati da prati verdi contrassegnati da muretti in pietra, presenta sul suo suolo alcuni reperti medievali notevoli, come il castello O'Brien (Caislean Uí Bhriain) in cima alla parte più alta dell'isola, con una torre del XV secolo e un forte circolare limitrofo ancor più antico; o alcuni ruderi di chiese, tra le quali spicca per curiosità senz'altro quella costruita sulla spiaggia, dissotterrata ogni anno dagli abitanti per l'isola in quanto il pavimento è ben sotto il livello del mare.
Il centro principale è Fromna Village, caratteristico villaggio composto quasi esclusivamente di tradizionali cottage col tetto di paglia.
L'isola è raggiunta quotidianamente da vari traghetti dalle altre isole dell'arcipelago e dal porto di Doolin, oltre che da quello di Ros a' Mhíl.
La popolazione (262 persone) parla la lingua irlandese come linguaggio corrente, pertanto l'isola, come le altre due compagne, è una gaeltacht.

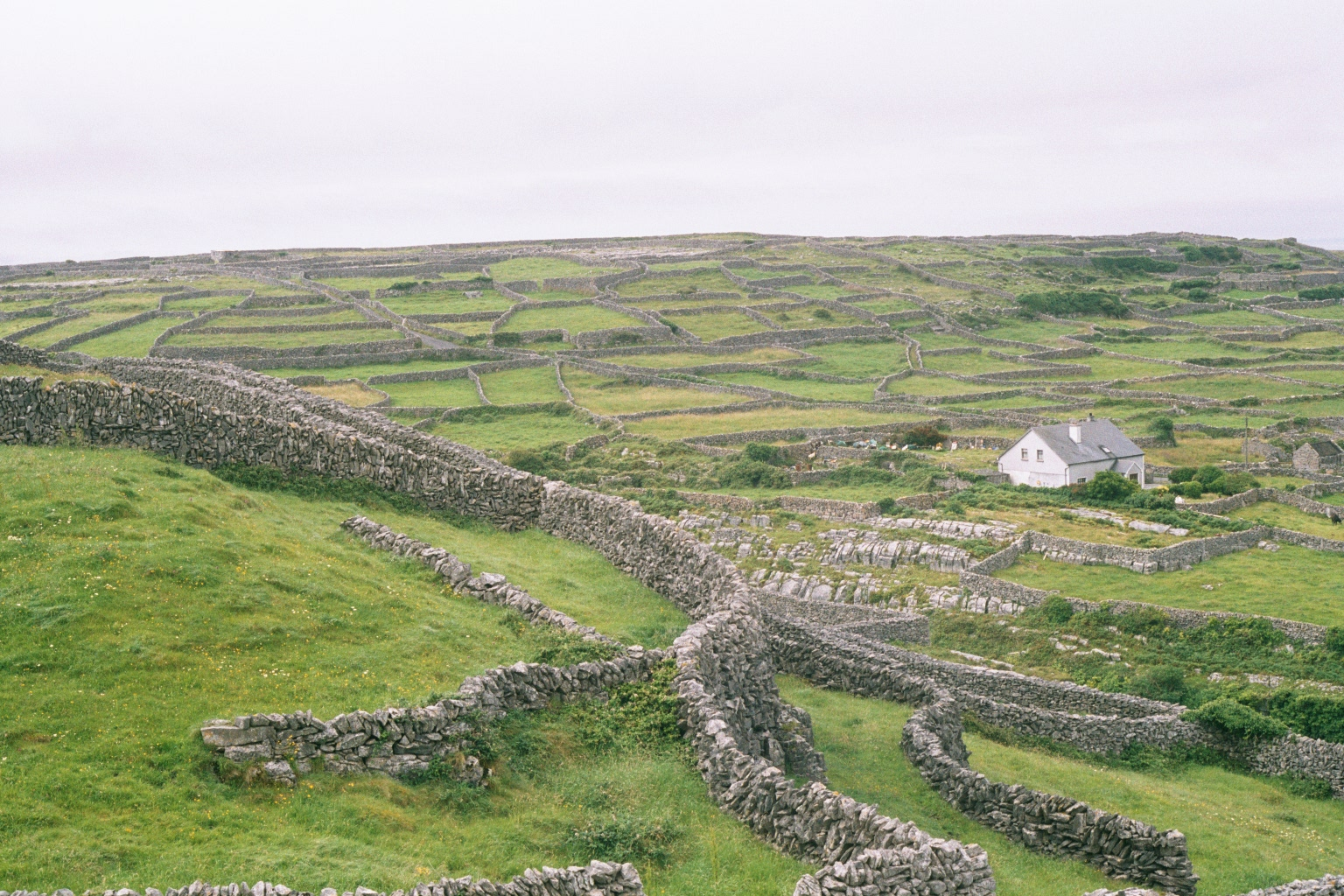
Scorcio tipico di Inis Oírr
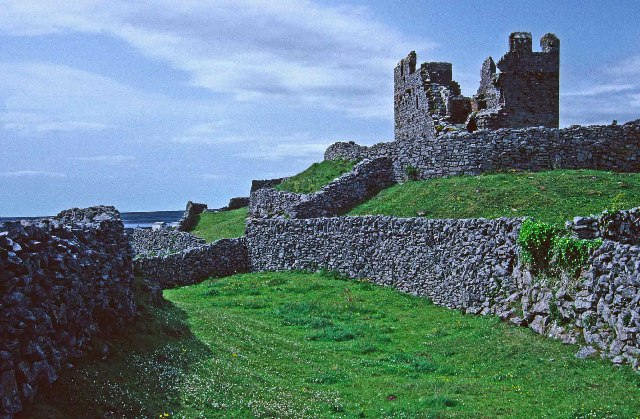
Castello O'Brien
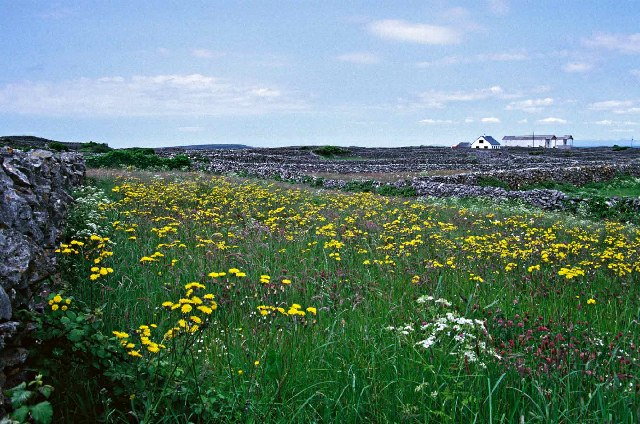
Flora dell'isola
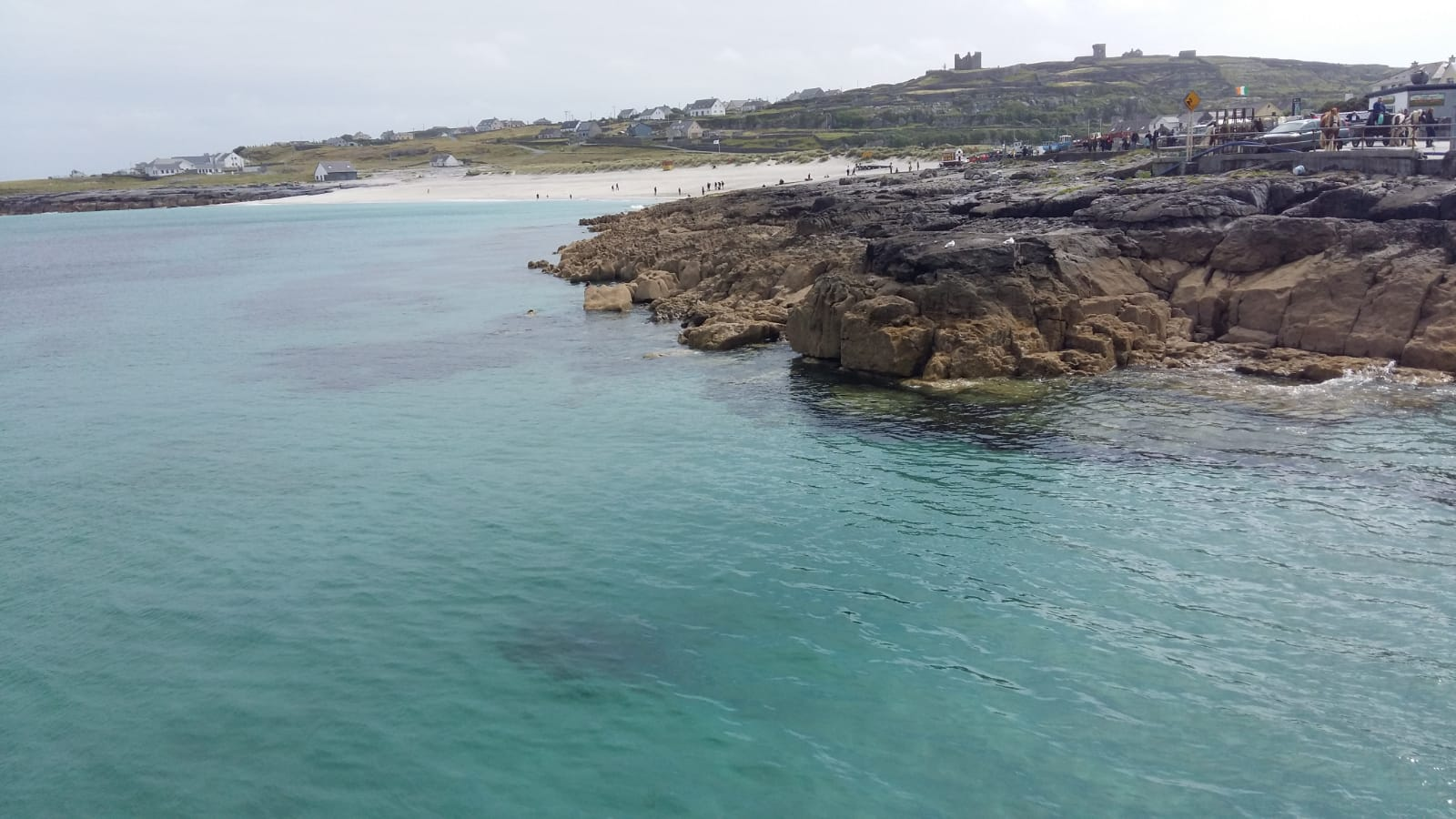
Acque turchesi prospicienti il porto di Inis Oírr